# Заслуженный врач Республики Армения
Заслуженный врач Республики Армения (арм. Հայաստանի Հանրապետության վաստակավոր բժիշկ) — почётное звание Армении. Присваивается Президентом Республики Армения врачам, имеющим не менее чем 15-летний опыт работы в сфере здравоохранения, исключительные профессиональные способности, видные заслуги и признание за достижения и известность в сфере здравоохранения, медицинской помощи населению и медицинского обслуживания.